# Enrique de Villena

Emblema de l'Orde de Calatrava

Enric de Villena o d'Aragó conegut literàriament com a Marquès de Villena (Torralba, Castella, 1384 - Madrid, 1434) va ser un escriptor en castellà i català del segle xv, descendent dels comtes de Barcelona. La seva obra més coneguda és Els dotze treballs d'Hèrcules (1417), una revisió del mite clàssic d'Hèrcules des d'una òptica cristianitzada, típica del període del prerenaixement, l'única obra que va escriure primer en català i que va traduir posteriorment al castellà.
Va destacar també com a traductor d'obres del cànon literari, donant empenta a l'humanisme europeu. El declivi de la seva família, les acusacions de nigromància i les seves agosarades posicions literàries (amb la defensa de les llengües vulgars) el van convertir en un home admirat però força polèmic a la cort aragonesa.

## Biografia
Nascut el 1384, va ser fill de Pere d'Aragó, conestable de Castella i II marquès de Villena, i de Joana de Castella, filla il·legítima d'Enric II de Castella i Elvira Íñiguez, i net d'Alfons d'Aragó i Foix, I marquès de Villena. Va quedar orfe a primerenca edat quan el seu pare va morir en la batalla d'Aljubarrota (1385).
Encara que era el legítim hereu del marquesat de Villena, no va arribar a ser el III marquès per venda del senyoriu a Enric III de Castella per tornar 60.000 doblers que havien rebut els seus familiars d'Enric II de Castella.
De nen restà a càrrec de son avi, i va viure a la cort d'Enric II i després a la d'Enric III. Era un home de profunds coneixements i vasta erudició.
El seu parentiu amb els reis de Castella i d'Aragó va poder influir en el matrimoni amb Maria de Albornoz, senyora de nombroses viles. Però la parella va durar poc, potser perquè el rei Enric III es va interessar més del compte per la dona i va cercar la forma legal de trencar el matrimoni, fent d'Enric Gran Mestre de Calatrava. En qualsevol cas, la unió es va anul·lar després que Enric de Villena es declarés impotent i renunciés alhora al comtat de Cangas i Tinéu perquè no l'heretés l'orde. Tant el matrimoni com la nul·litat van ser conseqüència de la conveniència, ja que se'n coneixen algunes relacions amb dames de la noblesa, i va arribar a reconèixer com a filla Isabel de Villena.
Enric III, interessat a apropar el poder de l'orde a la corona, el va nomenar mestre de l'Orde de Calatrava, elecció que no va agradar a la majoria dels cavallers de l'orde. A causa del caràcter polític del seu nomenament i als canvis del moment, al final de 1406 molts dels frares reunits al Calatrava van triar Luis González de Guzmán. Un cop mort el monarca protector de Villena, tots li van negar obediència, el Cister anul·là la seva elecció i trià el seu rival, Luis González de Guzmán qui, després d'una competència llarga, va ocupar el seu lloc el 1415.
Enric de Villena va ser present a Saragossa en la coronació de Ferran d'Antequera el 1414. Es retirà a València fins al 1417 i, conscient de la seva ineptitud per a la guerra o la vida política, es va dedicar a la literatura. Va morir de febre a Madrid al desembre de 1434.

## Obra literària
La seva obra va abastar nombrosos temes, ja que en la seva vida va conrear varietat de ciències des de la medicina, la teologia, astronomia i fins i tot la poesia. Però on més va destacar va ser en la traducció de textos a diverses llengües. Algunes de les seves obres van ser destruïdes, altres en canvi dubten la seva pròpia autenticitat. Va ser personatge discutit en el seu temps i fins i tot després.
La seva fama, més com a mag que com a literat, va inspirar Ruiz de Alarcón, Rojas Zorrilla, Larra, Quevedo i Hartzenbusch, que el van convertir en personatge d'alguna de les seves obres.
El poeta del segle XV Juan de Mena esmenta llargament Enric en el seu Laberint de Fortuna.
Ja en el segle xv, les ciències ocultes es van personificar en Enric d'Aragó. Moltes de les seves obres de «temes ocults» van ser manades cremar al prelat Lope de Barrientos pel rei Joan II de Castella.
Segons una coneguda llegenda, el Marquès va estudiar arts nigromàntiques amb el mateix Diable en la Cova de Salamanca.
- - Arte de trovar (1433), en la qual introdueix en castellà l'art poètic dels provençals.[2]
  - Els dotze treballs d'Hèrcules (1417).[3] Obra escrita originalment en català i després traduïda per ell mateix al castellà.[4] El llibre es compon d'una carta (en la qual s'explica l'origen del tractat), un proemi (on dona l'estructura i intencionalitat del llibre) i dotze capítols, cadascun d'ells dividit en quatre parts: Hystoria nua (compte el treball d'Hèrcules tal com ho narren els antics), declaració (interpreta moralment la història), Veritat (explica la narració des d'un punt de vista històric o, si més no, lògic) i aplicació (adjudica el treball a un estat social i dedueix uns models de comportament).[5]
  - Arte cisoria (1423), tractat gastronòmic en català de caràcter al·legòric i didàctic. "Escripta a la meva vila de Torralva, dilluns, sis dies de setembre, any del Nascimiento del nostre Salvador Ihesuchristo de mill i quatre i vint-i-tres anys".[6]
- Sobre astrologia
  - Ángel Raziel (obra destruïda en la foguera).
- Medicina
  - Llibre de la Pesta.
  - Tractat de l'Alquímia.
- Traduccions al castellà
  - Eneida, de Virgili, la primera a una llengua romanç.[7]
  - Retòrica nova de Ciceró.
  - Divina Comèdia, de Dante.[7]

Des de 1420 compon una sèrie de tractats, generalment epístoles, a diversos personatges, com són el Tractat de la lepra (h. 1422), l'Art cisoria (1423), sobre el tall i presentació de menjars, el Tractat de la consolació (1424) i el Tractat de la fascinació o l'”aojamiento” (1425).